# Suðurland
Suðurland je islandska regija poznata kao Južni Island. Prema podatku od 1. listopada 2007. regija je imala 23.311 stanovnika. Najveći i glavni grad regije je Selfoss s oko 6.500 stanovnika.

## Vanjske poveznice
- Top : Iceland regions : South Iceland  (engl.)